# Plesiochrysa scotti
Plesiochrysa scotti är en insektsart som först beskrevs av Peter Esben-Petersen 1927.  
Plesiochrysa scotti ingår i släktet Plesiochrysa och familjen guldögonsländor. Inga underarter finns listade i Catalogue of Life.